# José Held
Joseph Johann „José“ Held (* 31. Mai 1903 in München, Deutschland; † 26. Mai 1974 ebenda) war ein deutscher Schauspieler bei Bühne und Film.

## Leben und Wirken
Joseph „José“ Held hatte seit den 1920er Jahren Theater gespielt ohne dabei größere Spuren zu hinterlassen. Während des Zweiten Weltkriegs gibt das Bühnenjahrbuch auch eine Regietätigkeit Helds an, ohne jedoch eine Theaterstation zu benennen. Auch nach 1945 sind keine Festengagements Helds feststellbar.
Beim Film seit April 1934 sporadisch aktiv, ließ man José Held die verschiedenartigsten Chargen spielen. So sah man ihn in seinem Debüt Bei der blonden Kathrein als Korpsstudent, anschließend als Reitknecht in Diener lassen bitten, als polnischer Tischler in der NS-Propaganda Feinde, als Flugschüler an der Seite Heinz Rühmanns in dem Lachschlager Quax, der Bruchpilot, als Artist Romero in dem Zirkusdrama Tonelli, als Ganove in Die Sterne lügen nicht, als Grenzjäger in dem Berg- und Schmugglerdrama Grenzstation 58, als Kapellmeister in Harald Reinls frühem Heimatfilm Der Herrgottschnitzer von Ammergau, als Pianist in der Romanze Salzburger Geschichten, als ein Packträger in einer TV-Adaption von Frank Wedekinds Der Marquis von Keith, Helds einzigen Fernsehfilm, sowie als Notar in dem Kinolustspiel Die drei Scheinheiligen. Dies wurde 1964 sein letzter Auftritt vor einer Filmkamera.
José Held starb wenige Tage vor Vollendung seines 71. Geburtstags in seiner Heimatstadt München, der er sein Leben lang weitgehend treu geblieben war. Sein Sohn aus der Ehe mit Sophie Held, Alexander Held, trat in seine Fußstapfen und wurde ebenfalls Schauspieler.

## Filmografie
- 1934: Bei der blonden Kathrein
- 1934: Um das Menschenrecht
- 1936: Diener lassen bitten
- 1937: So weit geht die Liebe nicht
- 1940: Feinde
- 1940: Hochzeitsnacht
- 1941: Der siebente Junge
- 1941: Quax, der Bruchpilot
- 1943: Tonelli
- 1944: Eine Frau für drei Tage
- 1944: Orient-Express
- 1950: Die Sterne lügen nicht
- 1950: Grenzstation 58
- 1952: Der Herrgottschnitzer von Ammergau
- 1955: Königswalzer
- 1956: Salzburger Geschichten
- 1962: Der Marquis von Keith (Fernsehfilm)
- 1964: Die drei Scheinheiligen